# Ками Гарсия
Ками Гарсия (на английски: Kami Garcia) е американска писателка, авторка на бестселъри в жанровете фентъзи, приключенски роман и детска литература.

## Биография и творчество
Ками Марин Гарсия е родена на 25 март 1972 г. във Вашингтон, САЩ. Отраства във Вашингтон. Много обича да чете, да пише поезия, и да се облича изцяло в черно.
Завършва Университета „Джордж Вашингтон“ с магистърска степен по педагогика. След дипломирането си работи като преподавател. По-късно се премества в Лос Анджелис, където работи като учител и специалист по проблемите на четенето в продължение на 14 години.
В Лос Анджелис се сприятелява с Маргарет Стоъл. Идеята за света на съвместната им поредица „Хроники на чародейците“ им хрумва на съвместен обяд. Маргарет обича фентъзи жанра и винаги е искала да напише роман за свръхестественото, а Ками обича историите за американския Юг и иска да напише книга за корените си. Първата книга „Прелестни създания“ е публикувана през 2009 г. и бързо става международен бестселър. През 2013 г. романът е екранизиран във филма „Прелестни създания“ с участието на Вайола Дейвис, Джеръми Айрънс, Ема Томпсън, Еми Росъм, Алис Енглерт и Алдън Еренрайх.
Произведенията на писателката са в списъците на бестселърите. Те са преведени на почти 40 езика, издадени са в над 50 страни по света в над 5 милиона екземпляра.
Освен като писателка тя се изявява и като художник.
Тя е член на различни писателски асоциации. Един от основателите е на Юношеския литературен фестивал, който се провежда всеки ноември в Чарлстън, Южна Каролина, и участва в неговия управителен съвет и има координационни функции.
Ками Гарсия живее със семейството си в Лос Анджелис, Калифорния, и в Краунсвил, Мериленд.

## Произведения

### Самостоятелни романи
- Improbable Futures (2015)
- The Lovely Reckless (2016)
- Broken Beautiful Hearts (2018)

### Серия „Хроники на чародейците“ (Beautiful Creatures) – сМаргарет Стоъл
1. Beautiful Creatures (2009)
Прелестни създания, изд.: ИК „Кръгозор“, София (2010), прев. Паулина Мичева
2. Beautiful Darkness (2010)
Прелестен мрак, изд.: ИК „Кръгозор“, София (2011), прев. Паулина Мичева
3. Beautiful Chaos (2011)
Прелестен хаос, изд.: ИК „Кръгозор“, София (2013), прев. Паулина Мичева
4. Beautiful Redemption (2012)
Прелестно изкупление, изд.: ИК „Кръгозор“, София (2013), прев. Паулина Мичева

#### Съпътстващи издания
- Dream Dark (2011)

#### в света на „Хроники на чародейците“

##### Серия „Хроники на чародейците: Манга“ (Beautiful Creatures: Manga) – с Маргарет Стоъл
- Beautiful Creatures: The Manga (2013)

##### Серия „Хроники на чародейците: Неразказаната история“ (Beautiful Creatures: The Untold Story) – с Маргарет Стоъл
1. The Mortal Heart (2015)
2. The Seer's Spread (2015)
3. Before the Claiming (2015)
4. A Gatlin Wedding (2016)

##### Серия „Опасни същества“ (Dangerous Creatures) – с Маргарет Стоъл
1. Dangerous Creatures (2014)
2. Dangerous Deception (2015)

###### Съпътстващи издания
- Dangerous Dream (2013)

### Серия „Легион“ (Legion)
1. Unbreakable (2013)
2. Unmarked (2014)

### Новели
- Red Run (2012)

### Сборници
- Dark Futures (2014) – с Мелиса Мар и Кари Райън
- Beyond the Pale (2014) – със Саладин Ахмед, Питър С. Бийгъл, Хедър Брюър, Джим Бъчър, Нанси Холдър, Джилиан Филип и Джейн Йолен

### Екранизации
- 2013 Прелестни създания, Beautiful Creatures